# Brzotín
Brzotín é um município da Eslováquia, situado no distrito de Rožňava, na região de Košice. Tem 20,57 km² de área e sua população em 2018 foi estimada em 1.368 habitantes.

## Demografia
| Ano:        | 1994 | 2004    | 2014   | 2024   |
| ----------- | ---- | ------- | ------ | ------ |
| Broj ljudi: | 1132 | 1268    | 1347   | 1360   |
| Razlika:    |      | +12,01% | +6,23% | +0,96% |

| Ano:               | 2023 | 2024   |
| ------------------ | ---- | ------ |
| Número de pessoas: | 1357 | 1360   |
| Diferença:         |      | +0,22% |